# もぎもぎフルーツグミ
もぎもぎフルーツグミは、明治チューインガムが製造するグミである。味はグレープ味とマスカット味とメロンソーダ味の3つの味で、本物の果実のような見た目をしている。グミは1つにつながってトレーに入っており、フルーツ狩りのように、ちぎって食べることができる。

## 歴史
1996年（平成8年）発売。売り上げの減少に伴い、2023年（令和5年）2月に製造を終了し、翌月終売した。しかし、同年9月頃から製造・販売を明治からグループ会社の明治チューインガムに移行して製造・販売が再開されている。

## 関連商品
- にぎにぎおすしやさんグミ